# Крепатура
Крепату́ра, синдро́м отсро́ченной мы́шечной бо́ли (англ. Delayed onset muscle soreness, DOMS) — сложные, в том числе болевые ощущения в мышцах, возникающие через несколько часов или дней после непривычной или интенсивной физической нагрузки.
Считается[кем?], что крепатура вызвана растягиванием мышц, вызывающим небольшие повреждения (микротравмы) мышечных волокон. После этого упражнения мышца быстро реагирует, чтобы предотвратить дальнейшее повреждение мышц, и вызывает болезненность при повторении нагрузки.
Слово «крепатура» вероятно происходит из итальянского языка, в котором слово crepatura — производное от слова crepare — «трескаться».
Сложная совокупность разнообразных неприятных ощущений максимальна и особенно остра в интервале от 24 до 72 часов после нагрузки.
Крепатуру не нужно путать с болью (жжением), возникающей во время или сразу после нагрузки (англ. Acute muscle soreness).
Согласно устаревшим представлениям (на конец XX века), крепатура вызвана накоплением токсинов (молочной кислоты) в мышцах. Обычно поводом к её появлению служит непривычно большая для организма мышечная активность.
Возможно, молочная кислота не единственный продукт метаболизма, который принимает участие в формировании болевого синдрома, но общепринято, что её роль в этом достаточно велика. Фактически мышечная боль после физической нагрузки складывается из двух компонентов:
- раздражения рецепторов скопившимися в мышцах недоокисленными продуктами обмена; ведущую роль здесь играет именно лактат (молочная кислота) как продукт неполного окисления глюкозы (реакция анаэробного гликолиза) в условиях недостатка кислорода[5];
- частичного повреждения мышечных и связочных структур нагружаемых мышц. Такое явление, однако, скорее является исключением, поскольку возникает при нарушении методов тренировки — неправильной разминке, хронической перегрузке и так далее.

Мышечная боль не всегда связана с физической нагрузкой — она возникает при некоторых заболеваниях, для которых характерно нарушение капиллярного кровотока (при гриппе, сыпном тифе). Улучшение кровотока в болезненной мышце (с помощью массажа, согревания, движения и так далее) излечивает крепатуру, что также свидетельствует в пользу метаболических, а не травматических причин.
Снизить болевые ощущения в мышцах можно несколькими способами. Хорошо улучшает кровоток и обезболивает кратковременный холодный душ 10—20 секунд. Послетренировочная растяжка, тренировка в компрессионной одежде и достаточное питье во время выполнения физических упражнений минимизируют болевые ощущения в мышцах на следующий после тренировки день и ускоряют восстановление. Впрочем, наиболее эффективным в этом плане, согласно результатам исследований является массаж и лёгкая восстановительная физическая активность. Метаболизму веществ, вызывающих крепатуру, способствуют здоровый сон, а также достаточное потребление с пищей витаминов A, C и E.